# Неортодоксална икономика
Неортодоксалната икономика включва полета като феминистка, пост-кейнсианска, марксистка, институционална, австрийска и други различни от мейнстрийма икономически школи  и предлага плурализъм в икономиката без да се ограничава само до не-неокласическа икономика. Хетеродоксална икономика е ъмбрела термин, който покрива различни подходи, училища и традиции. Мейнстрийм икономиката съответно може да бъде наричана ортодоксална или конвенционална от нейните критици .